# Arthur Middleton (politik)
Arthur Middleton (26. června 1742, Jižní Karolína – 1. ledna 1787, Jižní Karolína) byl americký politik z Charlestonu v Jižní Karolíně a signatář Deklarace nezávislosti Spojených států.

## Životopis
Jeho rodiči byli Henry Middleton a Mary Baker Williamsová, oba anglického původu. Studoval na Harrow School, Westminster School a Trinity Hall v Cambridge. Vystudoval právo na Middle Temple a hodně cestoval po Evropě, kde se rozvíjel a zdokonaloval svůj vkus v literatuře, hudbě a umění. V roce 1764 se Arthur a jeho žena Mary Izard usadili v Dorchesteru v Jižní Karolíně na plantáži Middleton Place. Plantáž byla budována v několika fázích během 18. a 19. století a byla primárním sídlem několika generací rodiny Middletonů. Middleton se zajímal o politiku, ovšem byl radikálnější než jeho otec Henry Middleton. Byl vůdcem strany American Party v Jižní Karolíně a jedním z nejodvážnějších členů rady pro bezpečnost, Council of Safety. V roce 1776 byl Arthur zvolen delegátem do kontinentálního kongresu, kam následoval svého otce. Podepsal Deklaraci nezávislosti. V roce 1776 spolu s Williamem Henry Draytonem navrhl Great Seal, pečeť Jižní Karolíny. Přes dlouhý čas, který Midddleton strávil v Anglii, byl jeho postoj vůči Loyalistům považován za nemilosrdný.

Erb Arthura Middletona

## Americká válka
Během americké revoluční války sloužil Middleton v obraně Charlestonu. Po okupaci města Brity v roce 1780 byl poslán jako válečný zajatec na Floridu do města St. Augustine spolu s Edwardem Rutledgeem a Thomasem Heywardem Jr. V zajetí byl až do výměny zajatců v červenci následujícího roku.

## Odkaz
Middleton zemřel 1. ledna 1787 ve věku 44 let a byl pohřben v rodinné hrobce na Middleton Place. Oznámení o úmrtí ze State Gazette of South-Carolina (4. ledna 1787) ho popisovalo jako „něžného manžela a rodiče, humanistu, neústupného vlastence, gentlemana a učence“.
Plantáž byla předána Henrymu, jeho nejstaršímu synovi, pozdějšímu guvernérovi Jižní Karolíny. Henry byl také jednu dobu americkým diplomatem v Rusku. Arthur Middleton byl také předchůdcem herce Charlese B. Middletona, který hrál Ming the Merciless ve filmech Flash Gordon v letech 1930. Zetěm Arthura Middletona byl kongresman Daniel Elliott Huger, který byl tchánem Arthura Middletona Manigaulta.
Sestra Arthura Middletona Susannah Middletonová byla prababičkou Baldura von Schirach, bývalého vůdce Hitlerovy mládeže a později "Gauleitera" či "Reichsstatthaltera" ve Vídni. Byl souzen za „zločiny proti lidskosti“ u norimberských soudů.
Loď amerického námořnictva USS Arthur Middleton (AP-55 / APA-25) nese jeho jméno.